# Félix Uresti Gómez
Félix Uresti Gómez (Gómez Farías, Coahuila; 1 de julio de 1887 — Carrizal, Chihuahua; 21 de junio de 1916) fue un soldado y revolucionario mexicano.
Su vida transcurrió entre Gómez Farías, Coahuila, donde nació, tenía su casa y se encuentra su tumba y el San Salvador, Zacatecas, donde vivía su tío Marcos Uresti y su abuelo Jerónimo Uresti. En esta ciudad cursó los estudios primarios, para dedicarse más tarde a la minería, se unió a la insurrección de Venustiano Carranza en 1913 contra Victoriano Huerta bajo las órdenes del General Matías Ramos Santos posteriormente se le otorgó el grado militar de general. En octubre de 1914 el movimiento revolucionario sufrió escisiones, pero él permaneció fiel a la facción carrancista. En 1916 fue comisionado para repeler a las fuerzas estadounidenses de la llamada Expedición Punitiva comandadas por el General John J. Pershing que ingresaron a territorio mexicano persiguiendo a Francisco Villa, luego de que éste había asaltado la población de Columbus, en el estado norteamericano de Nuevo México. La encomienda de Gómez era evitar que las tropas estadounidenses rebasaran la línea fijada por el Gobierno Mexicano. Cumpliendo estas órdenes intimidó a los capitanes Boyd y Morey para que desistieran de avanzar, en esta batalla, realizada en el poblado de Carrizal (Batalla de El Carrizal), municipio de Ahumada, Chihuahua, Félix Uresti Gómez perdió la vida, por este hecho posteriormente se le llamó "Héroe del Carrizal". En el año 2016 se cumplió el Centenario de su muerte en defensa de México. En su honor llevan su nombre una avenida y una estación del Metro en Monterrey, N.L..